# Фінкрест (Вашингтон)
Фінкрест (англ. Fircrest) — місто (англ. city) в США, в окрузі Пірс штату Вашингтон. Населення — 7156 осіб (2020).

## Географія
Фінкрест розташований за координатами 47°13′51″ пн. ш. 122°30′56″ зх. д. / 47.23083° пн. ш. 122.51556° зх. д. (47.230768, -122.515684).  За даними Бюро перепису населення США в 2010 році місто мало площу 4,09 км², уся площа — суходіл.

## Демографія
Згідно з переписом 2010 року, у місті мешкало 6497 осіб у 2705 домогосподарствах у складі 1773 родин. Густота населення становила 1589 осіб/км².  Було 2847 помешкань (696/км²).
Расовий склад населення:
| - 78,9 % — білих - 7,0 % — чорних або афроамериканців - 5,1 % — азіатів - 0,7 % — корінних американців - 0,5 % — вихідців з тихоокеанських островів |

До двох чи більше рас належало 7,0 %. Частка іспаномовних становила 4,6 % від усіх жителів.
За віковим діапазоном населення розподілялося таким чином: 23,3 % — особи молодші 18 років, 59,4 % — особи у віці 18—64 років, 17,3 % — особи у віці 65 років та старші. Медіана віку мешканця становила 41,2 року. На 100 осіб жіночої статі у місті припадало 85,6 чоловіків;  на 100 жінок у віці від 18 років та старших — 82,1 чоловіків також старших 18 років.
Середній дохід на одне домашнє господарство  становив 80 867 доларів США (медіана — 61 398), а середній дохід на одну сім'ю — 85 496 доларів (медіана — 71 793). Медіана доходів становила 51 733 долари для чоловіків та 45 375 доларів для жінок. За межею бідності перебувало 6,7 % осіб, у тому числі 9,4 % дітей у віці до 18 років та 4,7 % осіб у віці 65 років та старших.
Цивільне працевлаштоване населення становило 3113 особи. Основні галузі зайнятості: освіта, охорона здоров'я та соціальна допомога — 29,9 %, мистецтво, розваги та відпочинок — 14,4 %, науковці, спеціалісти, менеджери — 11,7 %.